# Sun Shuwei
Sun Shuwei ((Cinese semplificato: 孙淑伟; cinese tradizionale: 孫淑偉; Mandarino Pinyin: Sūn Shúwěi; Jyutping: Syun1 Suk1 Wai5); Jieyang, 21 gennaio 1976) è un tuffatore cinese. Specializzato nella piattaforma 10 metri individuale e sincro, è stato campione olimpico ai Giochi olimpici di Barcellona 1992 nella piattaforma 10 metri.

## Palmarès
- Giochi olimpici

Barcellona 1992: oro nella piattaforma 10m.
- Mondiali di nuoto

Perth 1991: oro nella piattaforma 10m.
Roma 1994: argento nella piattaforma 10m.
Perth 1998: oro nel sincro 10m.
- Giochi asiatici

Pechino 1990: oro nella piattaforma 10m.
Hiroshima 1994: oro nella piattaforma 10m.

### Coppa del Mondo
- Vincitore della Coppa del Mondo della piattaforma 10m nel 1991 e nel 1995.
- Vincitore della Coppa del Mondo del sincro 10m nel 1999